# Гошен (селище, Нью-Йорк)
Гошен (англ. Goshen) — селище (англ. village) в США, в окрузі Орандж штату Нью-Йорк. Населення — 5777 осіб (2020).

## Географія
Гошен розташований за координатами 41°24′6″ пн. ш. 74°19′37″ зх. д. / 41.40167° пн. ш. 74.32694° зх. д. (41.401689, -74.326813).  За даними Бюро перепису населення США в 2010 році селище мало площу 8,62 км², уся площа — суходіл.

## Демографія
Згідно з переписом 2010 року, у селищі мешкали 5454 особи в 2206 домогосподарствах у складі 1287 родин. Густота населення становила 632 особи/км².  Було 2437 помешкань (283/км²).
Расовий склад населення:
| - 84,5 % — білих - 3,7 % — чорних або афроамериканців - 2,3 % — азіатів - 0,4 % — корінних американців - 0,1 % — вихідців з тихоокеанських островів - 6,4 % — осіб інших рас |

До двох чи більше рас належало 2,6 %. Частка іспаномовних становила 15,3 % від усіх жителів.
За віковим діапазоном населення розподілялося таким чином: 23,7 % — особи молодші 18 років, 57,3 % — особи у віці 18—64 років, 19,0 % — особи у віці 65 років та старші. Медіана віку мешканця становила 41,8 року. На 100 осіб жіночої статі у селищі припадало 87,6 чоловіків;  на 100 жінок у віці від 18 років та старших — 84,3 чоловіків також старших 18 років.
Середній дохід на одне домашнє господарство  становив 90 719 доларів США (медіана — 73 750), а середній дохід на одну сім'ю — 117 691 долар (медіана — 101 000). Медіана доходів становила 64 315 доларів для чоловіків та 62 634 долари для жінок. За межею бідності перебувало 6,1 % осіб, у тому числі 5,8 % дітей у віці до 18 років та 5,0 % осіб у віці 65 років та старших.
Цивільне працевлаштоване населення становило 2718 осіб. Основні галузі зайнятості: освіта, охорона здоров'я та соціальна допомога — 29,4 %, науковці, спеціалісти, менеджери — 11,3 %, роздрібна торгівля — 10,5 %.